# Gira Comfort y música para volar
La Gira Comfort y música para volar fue una serie de conciertos realizada por la banda de rock argentina Soda Stereo. La misma promocionaba su álbum Comfort y música para volar, y visitó Sudamérica y Norteamérica con 10 conciertos entre octubre y noviembre de 1996. Esta fue la última de promoción de un álbum hecha por la banda antes de su separación en 1997.

## Lista de canciones
La siguiente lista de canciones corresponde al concierto realizado el 26 de octubre de 1996 en el  Teatro Monumental en Santiago.
No representa todos los conciertos de la gira.
1. «Génesis» (cover de Vox Dei)
2. «Ángel eléctrico»
3. «Disco eterno»
4. «Ella usó mi cabeza como un revólver»
5. «Coral»
6. «Un misil en mi placard»
7. «Entre caníbales»
8. «Pasos»
9. «Zoom»
10. «Cuando pase el temblor»
11. «Persiana americana»
12. «Té para tres»
13. «Planeador»
14. «Superstar»
15. «Vuelta por el universo» (cover de Gustavo Cerati y Daniel Melero)
16. «Claroscuro»
17. «Paseando por Roma»
18. «De música ligera»

Bis:
1. «En la ciudad de la furia»
2. «Un millón de años luz»

## Fechas de la gira
| Fecha                     | Ciudad                    | País                      | Lugar                      |
| Sudamérica y Norteamérica | Sudamérica y Norteamérica | Sudamérica y Norteamérica | Sudamérica y Norteamérica  |
| ------------------------- | ------------------------- | ------------------------- | -------------------------- |
| 25 de octubre de 1996     | Santiago                  | Chile                     | Teatro Monumental          |
| 26 de octubre de 1996     | Santiago                  | Chile                     | Teatro Monumental          |
| 30 de octubre de 1996     | Buenos Aires              | Argentina                 | Auditorio de Promúsica     |
| 11 de noviembre de 1996   | Monterrey                 | México                    | Auditorio Coca-Cola        |
| 12 de noviembre de 1996   | Ciudad de México          | México                    | Palacio de los Deportes    |
| 23 de noviembre de 1996   | Buenos Aires              | Argentina                 | Estadio Ferro Carril Oeste |
| 27 de noviembre de 1996   | Caracas                   | Venezuela                 | Poliedro de Caracas        |
| 29 de noviembre de 1996   | Medellín                  | Colombia                  | Estadio Atanasio Girardot  |
| 30 de noviembre de 1996   | Bogotá                    | Colombia                  | Palacio de los Deportes    |